# Sametové posvícení
Sametové posvícení je satirický karnevalový průvod konající se každoročně 17. listopadu v Praze. Vychází z tradice české satiry a je inspirovaný Basilejskou Fasnacht, největším švýcarským karnevalem s více než stoletou historií, trvajícím 3 dny. V kontrastu s ostatními průvody a akcemi probíhajícími tento den, si Sametové posvícení připomíná události roku 1939 a 1989 reflexí současných problémů pomocí satiry a uměleckých prostředků.
Na průvodu se podílí umělci, studenti, hudebníci a občanské iniciativy, které během roku aktivně bojují ve svých zájmových oblastech a na průvodu mají možnost toto úsilí přetavit v dílo, které ukážou široké veřejnosti. Každoročně se stanoví motto ročníku, které pokrývá současný kulturní, společenský nebo politický problém a jednotlivé kliky (tematické skupiny) ho zpracují po svém za pomoci masek, kostýmů, svítících lateren (alegorických vozů a konstrukcí), pamfletů, hudby, skandování a transparentů. Průvod se ale vyhýbá prvoplánovým heslům a volí spíš symbolický, případně “dada” jazyk. Sametovému posvícení se tak již 8 let za sebou daří přetvářet frustraci z problémů v konstruktivní kritiku, umělecký počin, a především zábavu.
Pojem „posvícení” má v lidech vzbuzovat veselí, a zároveň vyzdvihuje schopnost občanské společnosti „posvítit si“ na aktuální palčivé problémy. Satira, která je základním prvkem celého průvodu dráždí diváka a vybízí ho k sebereflexi a nadhledu, jež je důležitý k vytvoření odstupu a překonání ideologických bariér.
Sametové posvícení je pod záštitou iniciativy FÓR_UM a podílí se na uskupení akcí s názvem Festival svobody.

## Pojmy
klika – Pojem je převzatý z Fasnacht, z německého „clique“. Jedná se o skupiny s jedinečným tématem vycházející z motta ročníku. Klika v sobě může spojovat umělce, lidi z občanských iniciativ, studenty i klienty neziskových organizací. Každá klika má určitou organizační strukturu, výtvarníka, dramaturga, který pomáhá zpracovat dané téma, a koordinátora, tzv. kmotra. Všichni aktéři mají na sobě masky a společně nesou jednu laternu.
pamflety – Krátké a úderné literární texty vyznačující se nepřímým hravým jazykem. Kliky je v průvodu rozdávají na objasnění popř. dovysvětlení jejich hlavní myšlenky a satiry.
laterna – Z německého „laterne“, svítícího objektu pokrytého obrazy a hesly. Laterna Sametového posvícení je výtvarný objekt satiricky znázorňující reflektovaný problém. Na výrobě laterny se obvykle podílí celá klika.
masky – Všichni účastníci průvodu mají masky, které jsou ručně vyráběné – většinou formou kašírování. Sundání masky během průvodu, mimo oficiální přestávky, je považované za nevhodné.
hudba – Je výraznou složkou průvodu. Slouží k šíření veselí, které je hlavním prvkem průvodu. Součástí tradiční basilejské kliky jsou hudebníci hrající na pikoly a bubny. Sametové posvícení oproti tomu volí žánrovou pestrost.

## Předešlé ročníky

#### 2012 – „Posviťme si 17. listopadu na to, co nám vadí. Transformujme svůj vztek v kreativní sílu.“
Problémy, které jednotlivé iniciativy zpracovávaly první ročník byly velmi rozmanité. reflektovaná témata byla například rušná doprava, spalování odpadu a recyklace, česká demokracie, potlačování lidských práv a individuality v ústavech sociální péče pro mentálně postižené, občanská angažovanost, tání ledovců a navýšení hlukového limitu v ČR.

#### 2013 – „Oslavme svobodu satirou!“
Reflektovaná témata: předsudky vůči romským dětem a nerovný přístup ke vzdělání, problém bariér ve městě pro vozíčkáře, přístup lékařů v porodnictví, problém dárcovství a filantropie, ekologické limity těžby, sevření módou a trendy, mechanizace školství, platy sociálních pracovníků, romský holocaust a národnostní předsudky.

#### 2014 – „Humorem za zářné řízky!“
Reflektovaná témata: komfortní zóna a lenost, princip nízkoprahovosti, energetické zdroje, inkluzivní vzdělávání, političtí vězni, víra a homosexualita, rodina, Opencard, lidé bez domova, recidiva, diskriminace Romů ve školství, korupce, pomoc ČR Ukrajině proti expanzi Ruska

#### 2015 – „Loď bláznů!“
Na rozdíl od předešlých ročníků, kdy jednotlivé kliky zpracovávaly různá témata, Loď bláznů byla jedním shrnujícím obrazem české společnosti.
Reflektovaná témata: uprchlická krize, tunel Blanka a oslavné reklamy, Miloš Zeman a krteček, Vladimir Putin

#### 2016 – „A co si krmíš ty?“
Reflektovaná témata: A co krmíš ty, budoucnost bez uhlí, strach vyvolávající uprchlická krize v lidech, tlak na studenty, Česko a Čína, odpad a obaly

#### 2017 – „Toto není kachna!“
Reflektovaná témata: Fake news a záplava informacemi, plýtvání potravinami, život pod mostem, povinné očkování, ostrov plastů, ochrana památek, toxická maskulinita, vlastenectví, inkluze

#### 2018 – „Situace je nadmíru výtečná“
Tento ročník byl pojat jako vyvrcholení měsíčního festivalu Sto roků satiry, který téma satiry zpracovával z různých úhlů, mj. ve spojitosti s výročím 100 let od založení Československa.
Reflektovaná témata: plasty, znečištěná voda, železniční most mezi Smíchovem a Výtoní, ideál krásy, zácpy, bydlení v Praze, nadužívání alkoholu, prolínání offline a online prostředí, přetváření obrazu sebe sama ve virtuálním prostředí, kvantita na úkor kvality, fast fashion, Me Too

#### 2019 – „Ulítly ti v čele?”
Reflektovaná témata: politická situace v ČR, úbytek včel v důsledku lidské činnosti

#### 2020 – „Vstříc novým mutacím!”
Roku 2020 se průvod konal v menším měřítku v souladu s vládními nařízeními v souvislosti s epidemií covidu-19. Namísto živé hudby, Sametové posvícení doprovázela experimentální hudba Petra Vrby.
Reflektovaná témata: mutace viru, společnosti, všeho kolem nás

## Zahraniční spolupráce
Sametové posvícení úzce spolupracuje s Fasnacht. Roku 2017 se pražského průvodu poprvé účastnila basilejská klika Opti-Mishte a 2018 se zapojili Glaini Opti-Mischte a Basler Bebbi Basel. V letech 2015–2018 se některé kliky Sametového posvícení aktivně účastnili Fasnacht, což je privilegium, které se předtím žádné jiné mimobasilejské klice nedostalo.
Roku 2016 se do průvodu Prahou zapojilo německé gymnázium Glückauf-Gymnasium Dippoldiswalde a roku 2018 německé Gymnasium Delbrück.